# Federazione cestistica del Belgio
La Fédération Royale Belge des Sociétés de Basket-ball (FRBB), in fiammingo nota come Koninklijke Belgische Basketball-Bond (KBBB) è l'ente che controlla e organizza la pallacanestro in Belgio.
La federazione controlla inoltre la Nazionale maschile e femminile. Ha sede a Bruxelles e l'attuale presidente è Cyriel Coomans.
È affiliata alla FIBA dal 1933 e organizza il campionato di pallacanestro belga.